# Bram Vermeulen
Abraham Gerrit (Bram) Vermeulen (Den Haag, 13. listopada 1946. – San Dalmazio, Italija 4. rujna 2004.) bio je nizozemski pjevač, skladatelj, kabaretist i slikar.

## Životopis
Bram Vermeulen rođen je kao najmlađe od troje djece. S trinaest godina dolazi pod trenersku palicu Ceesa van Zwedena, koji trenira odbojku i uočava talent mladog Vermeulena za sportove s loptom.

### Nizozemska nada
Godine 1965. kreće sa studijem psihologije u Amsterdamu. Tamo upoznaje Freeka de Jongea i Johana Gertenbacha. Iz tog poznanstva nastaje kabaret sastav "Nizozemska nada u strašne dane" (Neerlands Hoop in bange dagen). Radi te karijere prestaje s odbojkom. Bramov doprinos u sastavu je bio prije svega u glazbi s prepoznatljivim pjesmama od kojih je neke i sam otpjevao poput  "Vogelvrij" i "Fazant met zuurkool".
Godine 1979. "Nizozemska nada" se raspada jer se De Jonge sve više posvećivao solo karijeri. Nakon raspada Vermeulen ostaje dugo vremena razočaran. Dosta kasnije, u jednom televizijskom intervjuu je rekao: "Razvoj Nizozemske nade je bio razvoje Freeka. Tek nakon toga je počeo moj razvoj."